# Machimus laevis
Machimus laevis là một loài ruồi trong họ Asilidae. Machimus laevis được Becker miêu tả năm 1923. Loài này phân bố ở vùng Cổ Bắc giới.